# Branchweiler
Branchweiler ist ein Stadtviertel der pfälzischen Stadt Neustadt an der Weinstraße (Rheinland-Pfalz). Sein historischer Kernbereich mit dem Branchweilerhof ist als Denkmalzone eingestuft.

## Geographische Lage
Das Stadtviertel liegt – mit seinem Zentrum auf etwa 129 m ü. NHN – südöstlich des Stadtkerns und südlich, also rechts des ostwärts zum Rhein fließenden Speyerbachs. Der Name geht auf die Kernzone zurück, einen ehemaligen Gutshof, der dort Jahrhunderte hindurch betrieben wurde und mit umliegenden Gebäuden einen Weiler bildete. Diese Kernzone wird heute eingeschlossen von der Branchweilerhofstraße im Norden, der Adolf-Kolping-Straße im Osten sowie der Stettiner Straße im Süden und Westen. Die Straße, die von der Adolf-Kolping-Straße aus die Kernzone erschließt, heißt wie diese Branchweilerhof.
Nordöstlich von Branchweiler beginnt der Ordenswald, der sich zwischen Speyerbach und Rehbach nach Osten ausbreitet. An der östlichen Grenze der Wohnbebauung sammelt sich Oberflächenwasser, bei hohem Stand auch Grundwasser, auf 127 m Höhe im Bürgergraben, der nach etwa 1,5 km auf 122 m Höhe von rechts in den Speyerbach mündet.

## Geschichte

### Anfänge
Der erste urkundliche Nachweis Branchweilers, damals „Brunchwilre“ genannt, geht auf das Jahr 1190 zurück; in einer Urkunde aus dem Jahre 1225 ist das Gehöft als „Branchvillare“ verzeichnet. Aus der Bezeichnung „Weiler“ lässt sich schließen, das schon damals der eigentliche Hof von weiteren Gebäuden umgeben war. In der Neuzeit, bis in die 1980er Jahre, wurde der Name der Kernzone Branchweilerhof als Synonym für das gesamte Stadtviertel verwendet; erst gegen Ende des 20. Jahrhunderts setzte vor Ort die Rückbesinnung auf die ursprüngliche Bezeichnung ein, die auch in der Zeit der bayerischen Verwaltung der Pfalz in Gebrauch war.

### Eingemeindung
Branchweiler, das mit dem benachbarten Winzerdorf Winzingen im 19. Jahrhundert eine politische Gemeinde bildete, wurde 1892 zusammen mit Winzingen nach Neustadt eingemeindet. Anschließend wuchs auch Branchweiler mit der Stadt zusammen. Später wurde das Stadtviertel im Amtsdeutsch vorübergehend „Neustadt-Ost“ genannt; der volkstümliche Name hat diese Bezeichnung jedoch überdauert.

### Projekt „Soziale Stadt“
In den 1970er Jahren wurden in der Neusatz- und Allensteiner Straße Häuserblocks errichtet, die als Wohnquartiere für mittlere bis einfache Bürgerschichten dienten. Der Druck, deren Wohnqualität zu verbessern, verstärkte sich in der Folgezeit, insbesondere als – nach dem Fall der Berliner Mauer – gegen Ende des 20. Jahrhunderts vermehrt Einwanderer aus den osteuropäischen Staaten zuzogen. Deshalb wurde Neustadt 2006 mit dem Programmgebiet Neustadt-Branchweiler in das auf längere Dauer angelegte Bund-Länder-Programm „Soziale Stadt“ aufgenommen; Ziel des lokalen Projekts ist die Aufwertung des Stadtviertels.

## Sehenswürdigkeiten

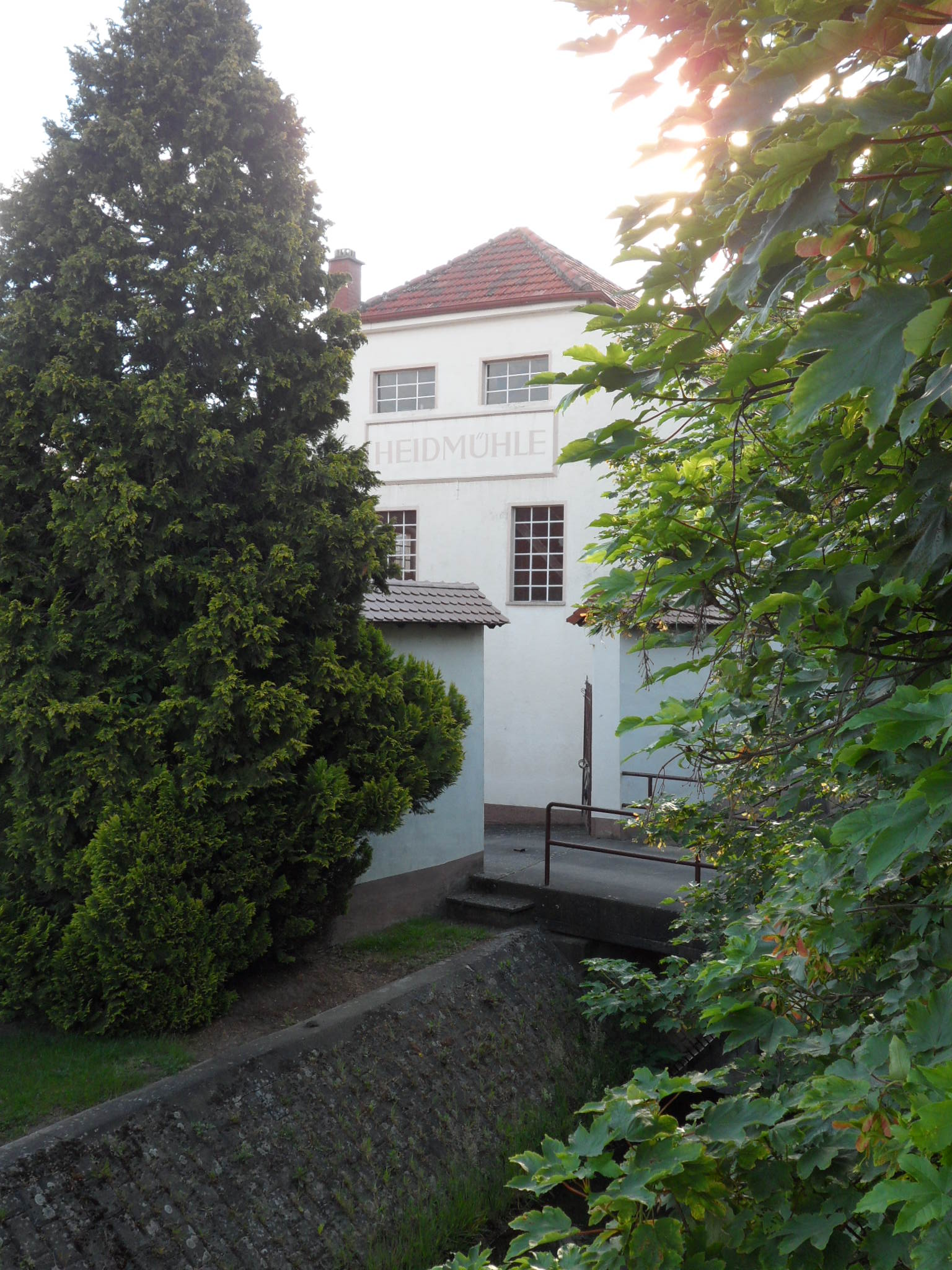
Die Haidmühle direkt nordöstlich von Branchweiler

Als Kulturdenkmal geschützt sind außer der Kernzone mit Hofanlage, Spitalgebäude und Kapelle noch zwei Fabrikanlagen, die 1894 und 1911 errichtet wurden. Unter Denkmalschutz steht ebenfalls die Haidmühle (auch Heidmühle geschrieben), die direkt nordöstlich des Stadtviertels jenseits des Speyerbachs, mit dessen Wasser sie ursprünglich betrieben wurde, auf 127 m Höhe liegt. Der Mühlenbetrieb wurde Anfang der 1970er Jahre eingestellt.